# Anton Tretter

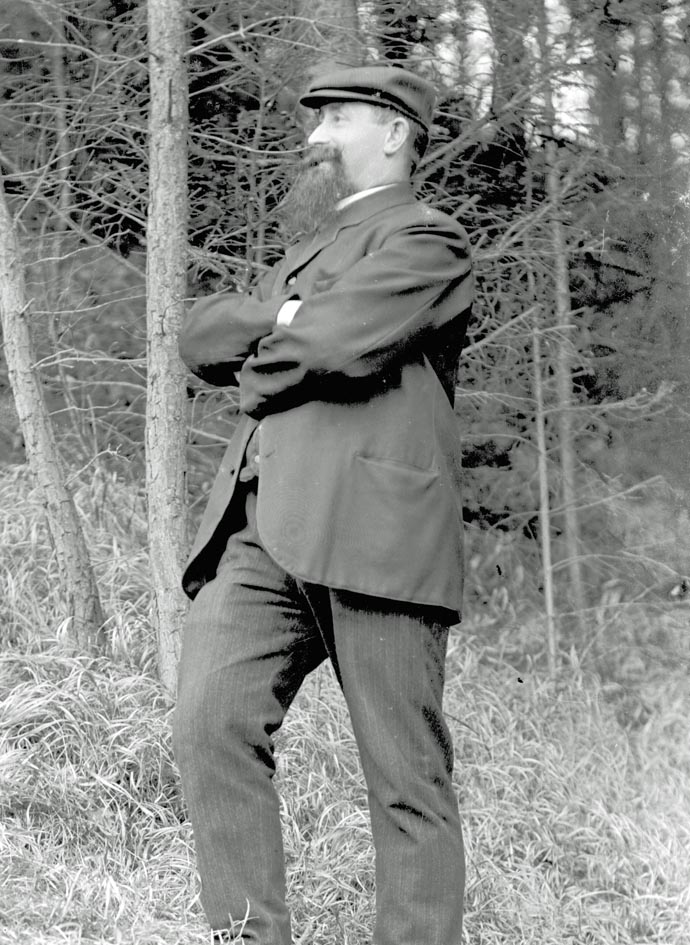
Anton Tretter

Anton Tretter (* 4. April 1866 in Fechenbach; † 3. Oktober 1939 in Mellrichstadt) war ein Fotograf, Türmer und Musikmeister.

## Leben
Anton Tretter war der Sohn des Tünchers Alois Tretter und Margaretha Söllner. Über seine frühen Jahre ist wenig bekannt. Im Jahre 1895 heiratete er die ebenfalls aus Fechenbach stammende Barbara Keller und zog mit dieser nach Mellrichstadt. Dort betrieb er das „Photoatelier Anton Tretter“ in dem Haus Nr. 130 gleich neben der Kirche St. Kilian. Anton Tretter starb im Jahre 1939. Er hinterließ zwei Söhne und eine Tochter, die das Atelier weiter betrieb.

## Werkgeschichte

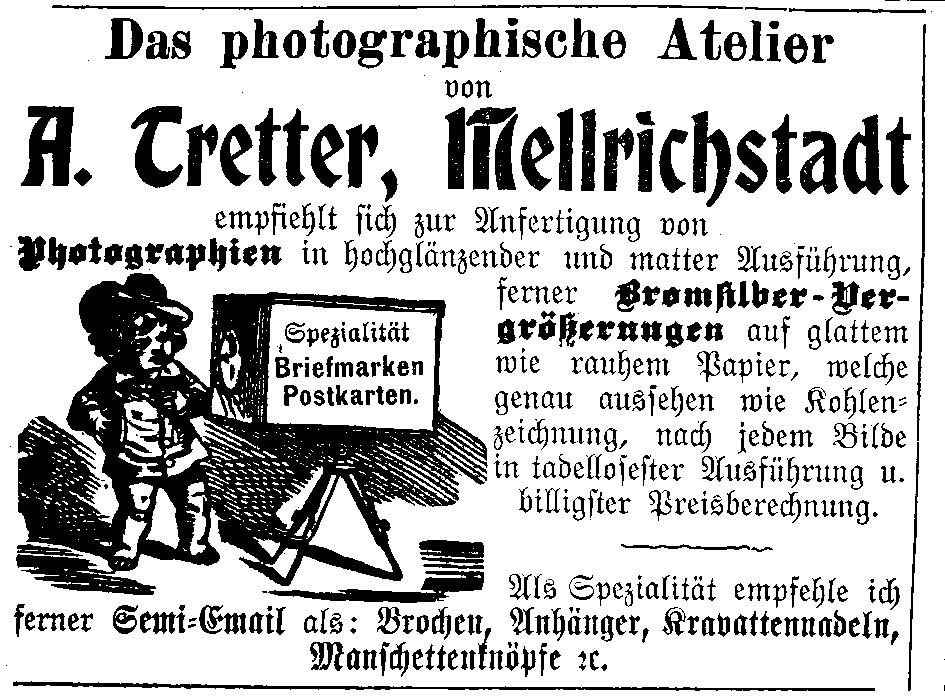
Zeitungsanzeige von Tretter von 1905

Das Werk Anton Tretters als Fotograf war nach seinem Tod in Vergessenheit geraten. Erst der Verkauf seines Hauses zu Beginn der 1990er Jahre förderte bei Aufräumarbeiten die Sammlung seiner Fotonegative auf Glasplatten zu Tage. Es folgte dann die Sicherung der Glasplatten mit anschließender Digitalisierung. Der größte Teil der Bilder wird heute im Museum Schloss Wolzogen bei Mellrichstadt ausgestellt. Als der erste professionelle Fotograf in Mellrichstadt fotografierte er sehr viele Porträts, Hausansichten der Stadt und unterschiedliche Veranstaltungen. 1906 dokumentierte er den Neubau des Wasserwerk Mittelstreu.

## Bildauswahl

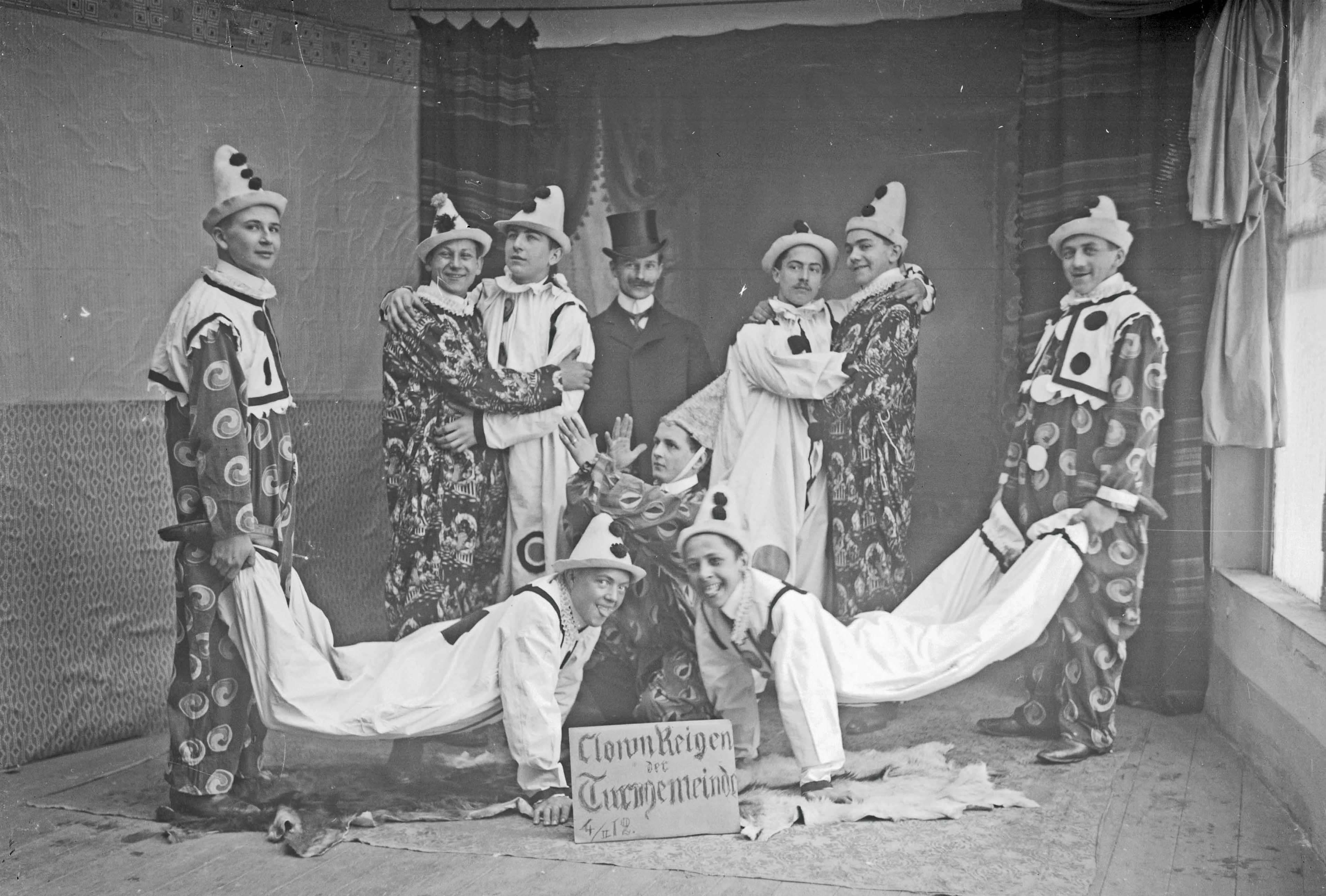
Fasching der Turnergemeinschaft Mellrichstadt 1912
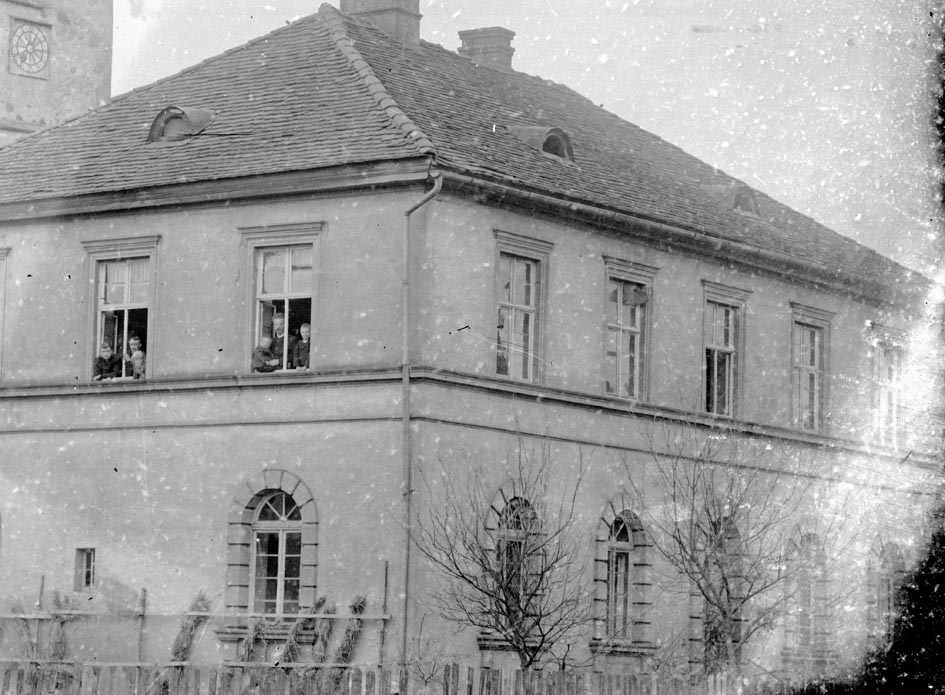
Schulhaus in Heustreu
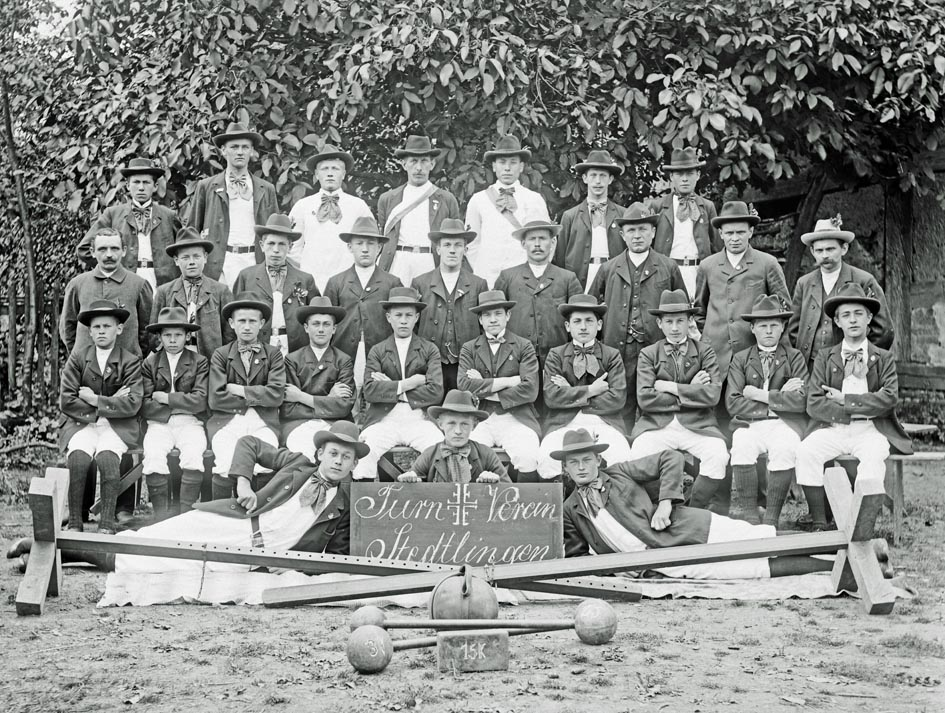
Turn-Verein Stedtlingen
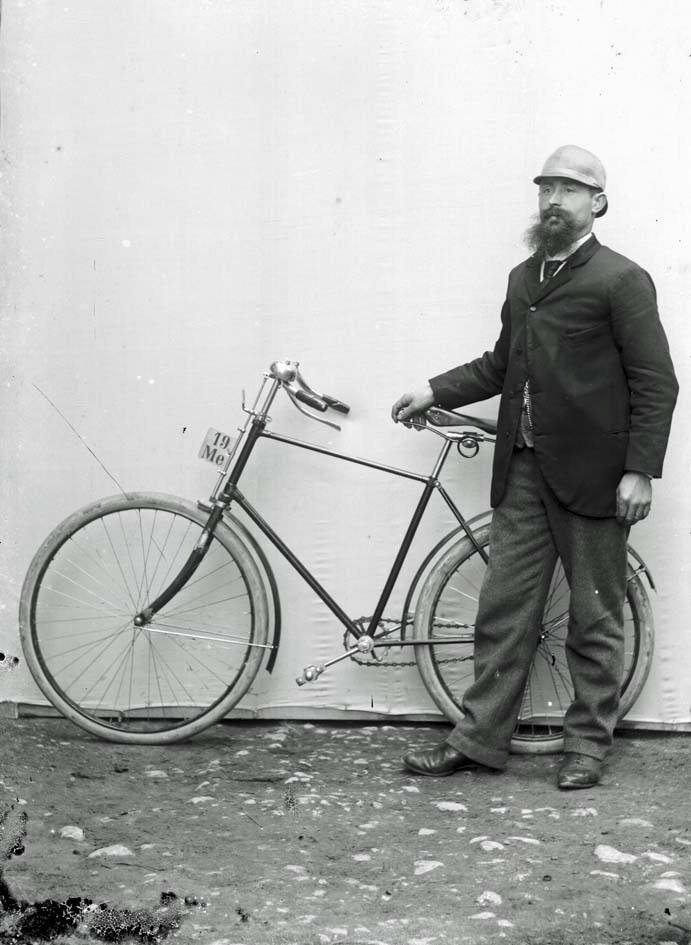
Anton Tretter mit Fahrrad
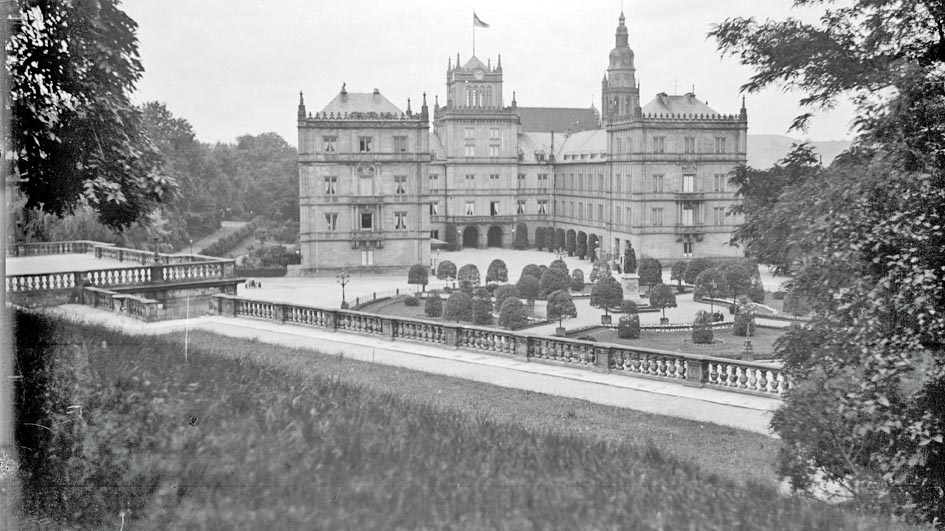
Schloss Ehrenburg in Coburg